# صموئيل جونز (محامي)
صموئيل جونز (بالإنجليزية: Samuel Jones)‏ هو محامي أمريكي، (و. 1778  م).